# Sze-ma fa
A Sze-ma fa (Sima fa) (magyar címe: A tábornagy metódusai az ókori kínai hadtudományos irodalom egyik jelentős hadtudományos, hadművészeti alkotása. A Szung (Song)-dinasztia beli Sen Cung (Shen Cong) (宋神宗) uralkodása alatt (1078-1085), az addig született legjelentősebb hadművészeti művek közül összeválogatott, a hadtudomány kánonává emelt gyűjteménynek is részét képezi. A hagyomány szerint szerzője Sze-ma Zsang-csü (Sima Rangju) (司马穰苴; . e. 547 – i. e. 490), de valójában nem keletkezhetett az i. e. 4. századnál régebben.

## Szerzősége, keletkezése
A hagyomány ragaszkodik ahhoz, hogy a mű szerzője az egykori Csi (Qi)-fejedelemség kiváló tábornoka, Sze-ma Zsang-csü (Sima Rangju). A modern filológiai kutatások szerint azonban kizárható, hogy az i. e. 4. századnál régebben íródott volna, bár nem lehet kizárni, hogy Sze-ma Zsang-csü (Sima Rangju)től származó részleteket is tartalmaz. A műnek létezhetett egy korábbi verziója, mint ahogyan az később, a nagy történetíró Sze-ma Csien (Sima Qian) művéből, A történetíró feljegyzéseiből is kiderül. Ez a változat a történelem viharaiban feltehetően elveszett vagy átdolgozásra került, hiszen a ma ismert legrégebbi változat az i. sz. 11. századból való.

## Címe
A Sze-ma Csien (Sima Qian) által írt Sze-ma Zsang-csü (Sima Rangju) életrajzból kiderül, hogy a Sze-ma Zsang-csü (Sima Rangju) nevében szereplő sze-ma (sima) (司馬), nem a hadvezér személyneve – miként pl. a történetíró Sze-ma Csien (Sima Qian)nek – hanem a tisztsége. A hadvezér családneve Tien (Tian) (田) volt. A Hadakozó fejedelemségek korszakát megelőző Tavasz és ősz korszak a sze-ma (sima) a „lovak igazgatóját” jelentette, aki a királyi birtok, avagy sereg főnökeként a „lázadók elnyomására” volt hivatott. A királyi birtok parasztjainak katonai főnöke volt. Ő hívta be és gyakorlatoztatta a besorozott katonákat, ő hívta össze őket kiképzésre, vadászatra, ő tartott szemlét felettük. Háborúban és gyakorlatokon ő ítélkezett felettük. Ő vezette az évszakonként tartott nagy vadászatokat, s ő vezette a háborúban a hadsereget. Egyszóval minden katonai dolog alája tartozott, és békeidőben ő rendelkezett a fegyverek, fegyvertárak, hadiszekerek, lovak, ménesek felett. A Hadakozó Fejedelemségek idején hatásköre még inkább megnőtt, közvetlenül parancsolhatott a hadvezérnek, és felette csak az uralkodó állt. Teljes felügyelete volt a hadseregen, egyfajta hadügyminiszter volt. Angol nyelvű fordításokban előszeretettel használják a marshal kifejezést. A mű magyar fordítója, Tokaji Zsolt A tábornagy metódusa címen fordította le és adta közre a művet.

## Tartalma, szerkezet
A mű ma ismert változata a következő öt fejezetből áll:
- „Az emberségességre alapozni” (Zen pen (Ren ben) 仁本)
- „Az Ég fiának igazságossága” (Tien-ce cse ji (Tianzi zhi yi) 天子之義)
- „Megállapítani a rangokat” (Ting csüe (Ding jue) 定爵)
- „Szigorú elhelyezés” (Jen vej (Yan wei) 嚴位)
- „A tömeg alkalmazása” (Jung csung (Yong zhong) 用眾)

## Külső hivatkozás
- A Sze-ma fa (Sima fa lüe) teljes szövege kínaiul – Chinese Text Project